# As Time Goes By (이수영의 음반)
《As Time Goes By》는 가수 이수영의 6.5집 음반 및 베스트 음반이다. 1CD에는 6집 《The Colors of My Life》에 수록될 예정이었던 미공개곡 4곡과 그동안 이수영이 타가수 음반에 피처링으로 참여한 곡, 사운드 트랙들을 수록했다. 
타이틀 곡 <꽃들은 지고>는 작곡가 윤상과 작사가 박창학 콤비가 만든 곡이며 서정적인 선율과 이수영의 음색이 돋보이는 곡. <Forever You>는 일본밴드 ZARD를 커버한 곡. <연애하고 싶은 여자>는 이수영이 MBC 수목드라마 <결혼하고 싶은 여자>를 시청한 후 작사한 트랙이다. 이수영과 이가엔터테인먼트의 계약만료 직전에 발매된 음반으로서 매우 상업적인 음반으로 평가되었다. 그뿐만 아니라 이가엔터테인먼트 측이 이수영과 계약한 음반 발매수를 채우기 위해 이수영 본인의 의사와는 관계없이 발매하였고 한국음반산업협회에 판매량을 제출하지도 않았다. 또한 음반 홍보당시 이수영이 향후 몇 년간 가수 활동을 중단한다는 식의 내용으로 홍보를 하여 팬들에게 많은 비난을 받았다. 
추후 이 앨범은 12만장 정도가 판매된 것으로 알려졌다. 1CD는 신곡 4곡과 다른 가수들과 협연한 곡 또는 OST에 수록되었거나 보너스트랙으로 실렸던 곡들을 총집합한 모음집이고 2CD는 기획사는 '이수영이 각별히 아끼던 곡들을 엄선했습니다.'라고 밝혔다.

## 첫 번째 싱글
〈꽃들은 지고〉는 윤상이 작곡한 노래로서, 곡의 큰 변화가 없고 스트링 세션이 돋보이는 이지리스닝 음악이다. 이 곡은 《The Colors of My Life》에 수록될 예정이었으나 여러 가지 이유로 빠진 곡이다. 이 곡의 경우 공중파 음악방송 활동을 한번도 하지 않았음에도 불구하고, 1위 후보에까지 오른 노래이기도 하다.

## 두 번째 싱글
일본 밴드인 ZARD의 동명 곡을 리메이크했다. 곡에 대한 재해석이나 오마쥬와는 관계없는 단순한 번안곡 수준으로 리메이크되었다.

## 뮤직 비디오
이 음반의 타이틀곡인 〈꽃들은 지고〉의 뮤직비디오는 순전히 2005년 데뷔한 가수 아이비를 홍보하기 위해 제작되었다. 그녀는 〈꽃들은 지고〉에서 여자 주연배역을 맡았고 그 해 그녀가 데뷔하였을 때 그녀는 '제2의 이수영' 등으로 소개되었으며 데뷔경력에는 '이수영 뮤직비디오 출연'이 기입되기도 했다. 뮤직비디오의 경우 일본 홋카이도 삿포로에서 설원을 배경으로 촬영된 뮤직비디오이다.
두 번째 싱글인 〈Forever You〉의 뮤직비디오는 애초에 이동건, 한지혜 주연으로 제작될 예정이었고 이후 대대적으로 언론을 통해 촬영 사실을 홍보한 다음 제작됐으나 현재는 저작권 및 제작사의 사정으로 인해 공개되어있지 않은 상태이다.

## 트랙리스트
CD 1
1. Winter 2005 (Intro)
2. 꽃들은 지고
3. Forever You
4. 연애하고 싶은 여자
5. 그만..
6. Love Song (Simply Sunday & 이수영)
7. Beautiful World (Miracle)
8. 이별 이야기 (이지훈 & 이수영, 신혜성)
9. Will Be Mine (장나라와 친구들)
10. 사랑이 지나가면
11. 夢 (장희빈 OST)
12. 사랑이 저만치 가네
13. 당신은 사랑받기 위해 태어난 사람 (Miracle)
14. 다시 만날 수 있다면 (묻지마 패밀리 OST)
15. 시작되는 연인들을 위하여 (이정봉 & 이수영)
16. 라라라 (Chinese Version)
17. I Believe (J Pop Version)

CD 2
1. Winter Story I (Intro)
2. Good-bye My Love
3. 나무
4. 스치듯 안녕
5. 참아보려해
6. Winter Story II (Interlude)
7. 그리고 사랑해
8. 다시
9. Phantom Of Love
10. Goodbye
11. 흰눈이 오면
12. Winter Story III (Interlude)
13. 가난한 기도
14. 그녀에게 감사해요
15. 모르지
16. 잃어버린 우산